# Pobožnost sedam crkava

Pobožnost sedam crkava je katolička molitvena i hodočasnička pobožnost koja se obično vrši na Veliki četvrtak u Poljskoj, Filipinima, Italiji i državama Latinske Amerike. Uspostavio ju je sv. Filip Neri u XVI. stoljeću u Rimu.
Sastoji se od hodočasničkog pohoda sedmerim crkvama nakon sudjelovanja na Misi Večere Gospodnje odn. liturgiji Velikoga četvrtka te ti posjeti označavaju mjesta na kojima se Isus našao od uhićenja do smrti na križu. Vjernik tj. vršitelj pobožnosti ulaskom u svaku od sedam crkvi klekne pred svetohranište, u kojemu je izložen Presveti oltarski sakrament posvećen prethodno na euharistijskom slavlju Posljednje večere u misi Velikoga četvrtka.
U prvoj crkvi vjernici se prisjećaju Isusova puta od dvorane posljednje večere do Getsemanskog vrta, u kojemu se žarko molio krvavo se znojeći, pozvao apostole na molitvu i budnost te potvrdio služenje Očeve volje. U drugoj crkvi razmatra se nasilno odvođenje Krista iz Getsemanskoga vrta u Aninu kuću, gdje je Isus bio ispitivan. Treća crkva mjesto je prisjećanja na Isusovo ispitivanje pred velikim svećenikom Kajfom gdje je izudaran, popljuvan, vrijeđan te proveo večer u zatočeništvu. Na četvrtoj hodočasničkoj postaji razmatra se o Kristovom prvom izvođenju pred Poncija Pilata. U petoj crkvi vjernici u molitvi slijede Krista do Heroda koji ga je sa svojom stražom ismijao. Šesta crkva mjesto je prisjećanja Kristova drugoga izvođenja pred Pilata, bičevanja, krunidbe trnovom krunom, ismijavanja rimskih vojnika i osude na smrt. U posljednjoj crkvi razmatra se Kristovo izvršenje izrečene Mu kazne odn. nošenje križa od Pretorija, mjesta smrtne osude, do Kalvarije, mjesta Kristova raspeća.